# Duurzaam nationaal inkomen
Het duurzaam nationaal inkomen (DNI) is een term die gebruikt wordt in de economie. Later in de ontwikkeling van het DNI is de term aangescherpt tot milieuduurzaam nationaal inkomen (mDNI)
Het milieuduurzaam nationaal inkomen (mDNI) is een uitbreiding van het begrip nationaal inkomen (NI). Met het mDNI wordt berekend welk percentage van de economische activiteit duurzaam plaatsvindt wat milieubelasting betreft en laat dus ook zien welk percentage niet.
Het resultaat van deze berekening brengt in kaart welk deel van het nationaal inkomen eventueel ten koste gaat van de milieufuncties voor de toekomst. De som die je kunt maken ziet er als volgt uit:
eΔ = NI - mDNI

Hieruit volgt een negatief of een positief cijfer, dat aangeeft wat op dat moment de afstand is tot milieuduurzaamheid (eΔ). Tegenwoordig wordt er ook wel gesproken van de donut-economie, regeneratieve economie en in diezelfde trant ook regeneratieve ecologie waarbij het belang van een duurzaam uitgangspunt centraal staat boven een destructieve praktijk.

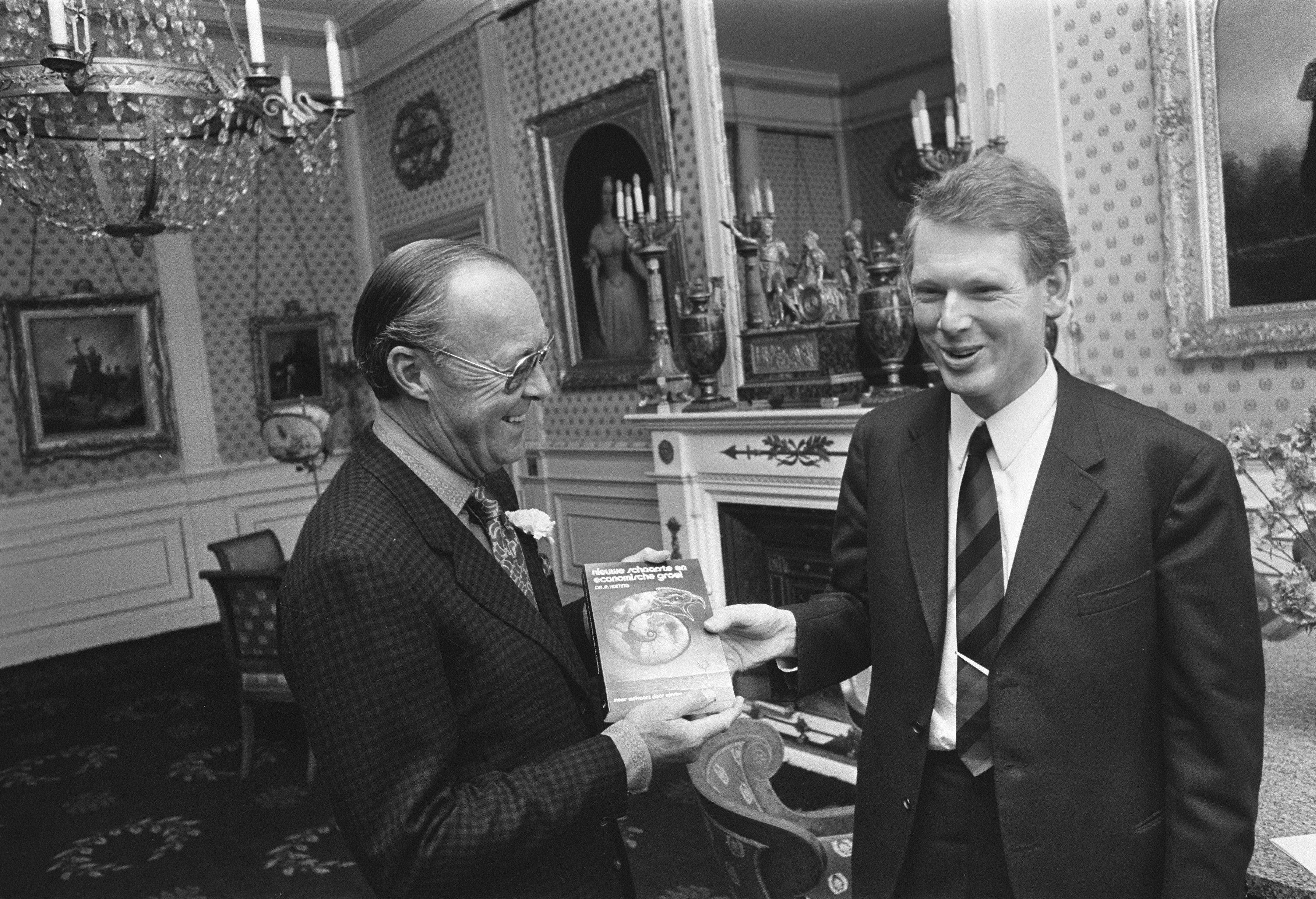
Prins Bernhard ontvangt een exemplaar van econoom Hueting van diens proefschrift Nieuwe schaarste en economische groei

Grondlegger van het mDNI is de econoom Roefie Hueting. In 1970 verscheen een collectie artikelen uit de jaren 1967-1970 met als titel “Wat is de natuur ons waard?”
In 1974 promoveerde Hueting cum laude aan de Rijksuniversiteit Groningen bij Jan Pen op het proefschrift “Nieuwe schaarste en economische groei: Meer welvaart door minder productie?” Hueting richtte in 1969 de afdeling Milieustatistieken op bij het Centraal Bureau voor de Statistiek. Aan het mDNI en de milieustatistieken die daaraan ten grondslag liggen is bijna 40 jaar gewerkt door een multidisciplinair team van biologen, chemici, fysici, elektrotechnici en economen.

## Milieufuncties
In het milieuduurzaam nationaal inkomen (mDNI) staat het begrip milieufunctie centraal. Milieufuncties zijn gedefinieerd als de gebruiksmogelijkheden van onze niet door de mens gemaakte fysieke omgeving, waarvan de mens totaal afhankelijk is in al zijn doen en laten, of het nu produceren, consumeren, ademhalen of recreëren is. Indien het gebruik van de ene functie ten koste gaat van een andere of dezelfde functie, of dat in de toekomst dreigt te doen, dan is er concurrentie tussen functies. Wanneer bijvoorbeeld in de nabijheid van een stortplaats grenzen van waterverontreiniging zijn overschreden, kan het gebruik van de functie ‘stortplaats voor afval’ concurreren met de functie ‘drinkwater’. Concurrerende functies zijn per definitie schaarse, dus economische goederen. Thans zijn de meeste functies van onze omgeving, die eens vrije goederen (algemeen beschikbare en toegankelijke goederen) waren, schaarse goederen geworden.

## Definitie
Het duurzaam nationaal inkomen (DNI) in een bepaald jaar is gedefinieerd als het maximaal haalbare productieniveau waarbij, met de ter beschikking staande technologie in het berekeningsjaar, vitale milieufuncties onbeperkt beschikbaar blijven. Natuurlijke hulpbronnen herstellen zich na verloop van tijd automatisch (hout in een bos groeit aan, zij het met een beperkte snelheid). Onbeperkt wil dan ook zeggen dat milieufuncties niet sneller worden verbruikt dan ze aangroeien.
Het in datzelfde jaar bereikte productieniveau, dat is geregistreerd in het standaard nationaal inkomen (NI), voldoet niet aan deze voorwaarde. Milieufuncties en hun behoud vallen immers buiten het NI. Het NI is daarom steeds hoger dan het DNI. Het verschil verschaft informatie over de afstand tussen het huidige productieniveau en het productieniveau in een duurzame situatie. Wordt dit verschil kleiner, dan is men op weg naar milieuduurzaamheid, het deel van de productie dat berust op niet duurzaam milieugebruik wordt dan kleiner. Wordt de afstand groter dan drijft men verder van duurzaamheid af.

## Overgang naar milieuduurzaamheid
Met de huidige technologie, bevolkingsomvang alsmede productie- en consumptiepatronen kan de duurzame situatie die regeringen zeggen na te streven niet worden bereikt. Gezien het niet duurzame aandeel van de economie, zal het bereiken van milieuduurzaamheid een vrij lange periode vergen. Bovendien hebben veel milieumaatregelen een vertraging, die soms enkele tientallen jaren bedraagt. De lengte van de periode van het overgangspad naar een duurzame situatie wordt slechts beperkt door de voorwaarde dat vitale milieufuncties niet onherstelbaar mogen worden beschadigd. Vanwege de waarschijnlijkheid van beschadiging lijkt het urgent niet langer te wachten met een koersverandering richting duurzaamheid. Vanwege het voorzorgsbeginsel wordt niet vooruitgelopen op technologische vooruitgang gedurende de transitie periode. Deze wordt achteraf gemeten aan de hand van de ontwikkeling van de afstand (het écart) tussen het mDNI en het NI in de loop van de tijd.

## Ramingen
Aan de raming van een mDNI wordt sedert half jaren zestig gewerkt. Een eerste grove raming van het ‘DNI’ voor de wereld in 1991, uitgevoerd door Jan Tinbergen en Roefie Hueting, komt uit op 50 procent van het productieniveau van de wereld: het duurzaam wereld inkomen. Een veel geavanceerder raming voor Nederland in 2001 door een samenwerkingsverband van het RIVM, het CBS en het Instituut voor Milieuvraagstukken (IVM), komt uit op ongeveer 50 procent van het het nationaal inkomen van Nederland. Dat komt overeen met het productieniveau van begin jaren zeventig. De consumptie per persoon lag toen, gezien de geringere bevolkingsomvang, substantieel hoger dan 50 procent van het huidige niveau. Bij de raming voor Nederland is er overeenkomstig de uitgangspunten van het DNI van uitgegaan dat alle landen in de wereld tegelijk met Nederland op milieuduurzaamheid overgaan en dat de kosten daarvoor vergelijkbaar zijn aan die van Nederland. In de periode 1990-2000 is de afstand tussen NI en DNI met circa 10 miljard euro toegenomen
Door het Instituut voor Milieuvraagstukken (IVM) is in het verleden het mDNI berekend voor de jaren 1990, 1995, 2000 en 2005. In de Monitor Brede Welvaart van 2018 is opnieuw de indicator mDNI verschenen.

## Verwarring over het begrip duurzaamheid
Het oorspronkelijke begrip ‘duurzaamheid’ heeft betrekking op een evenwichtsrelatie tussen de activiteiten van de mens en zijn fysieke omgeving en heeft een lange traditie die teruggaat tot de negentiende eeuw. Het duurzaam nationaal inkomen is gebaseerd op een definitie van duurzaamheid die hiermee in overeenstemming is. “The World Conservation Strategy” uit 1980 met als ondertitel “Living Resource Conservation for Sustainable Development” introduceerde het oorspronkelijke begrip duurzaamheid in de internationale discussie. Sinds de publicatie van “Our Common Future” in 1987 is men onder duurzaamheid behalve een houdbaar gebruik van de fysieke omgeving ook elementen gaan begrijpen die hiermee in conflict zijn, zoals de in het nationaal inkomen gemeten productiegroei en sommige sociale maatregelen. Door milieubehoud en hiermee conflicterende doelstellingen samen te vatten in een en dezelfde duurzaamheidsindicator wordt de ontwikkeling van de toestand van het milieu verdoezeld. Bovendien zijn er voorbeelden van maatregelen die op korte termijn sociaal gunstig hebben gewerkt, maar op lange termijn desastreus zijn als gevolg van het aantasten van vitale milieufuncties.